# Eriocheir sinensis

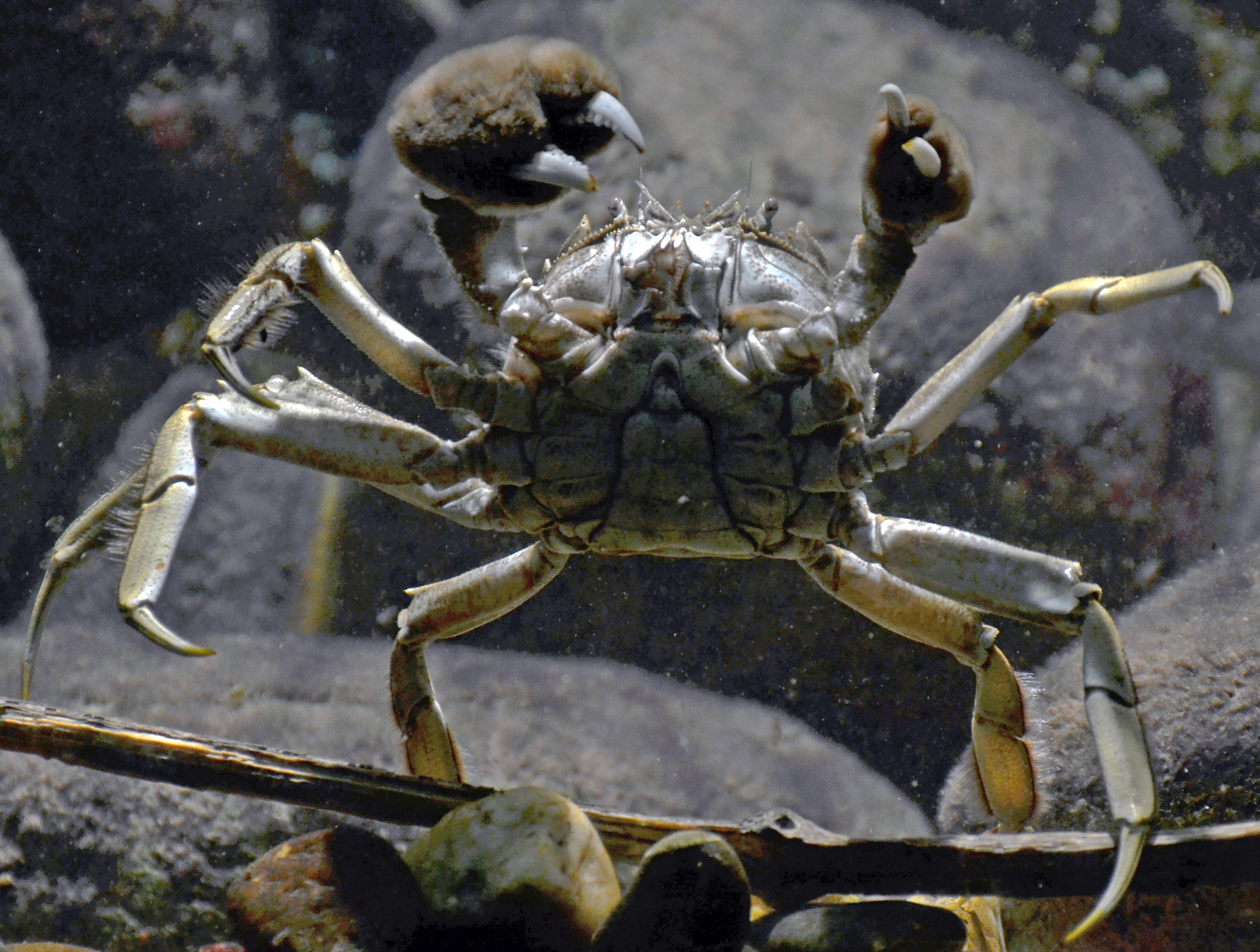
Granchio maschio cinese (guanto) Eriocheir sinensis. Il piastrone ventrale è a forma di V e a forma di U nella femmina. Esemplare fotografato allo Zoo di Colonia (Köln) in Germania.

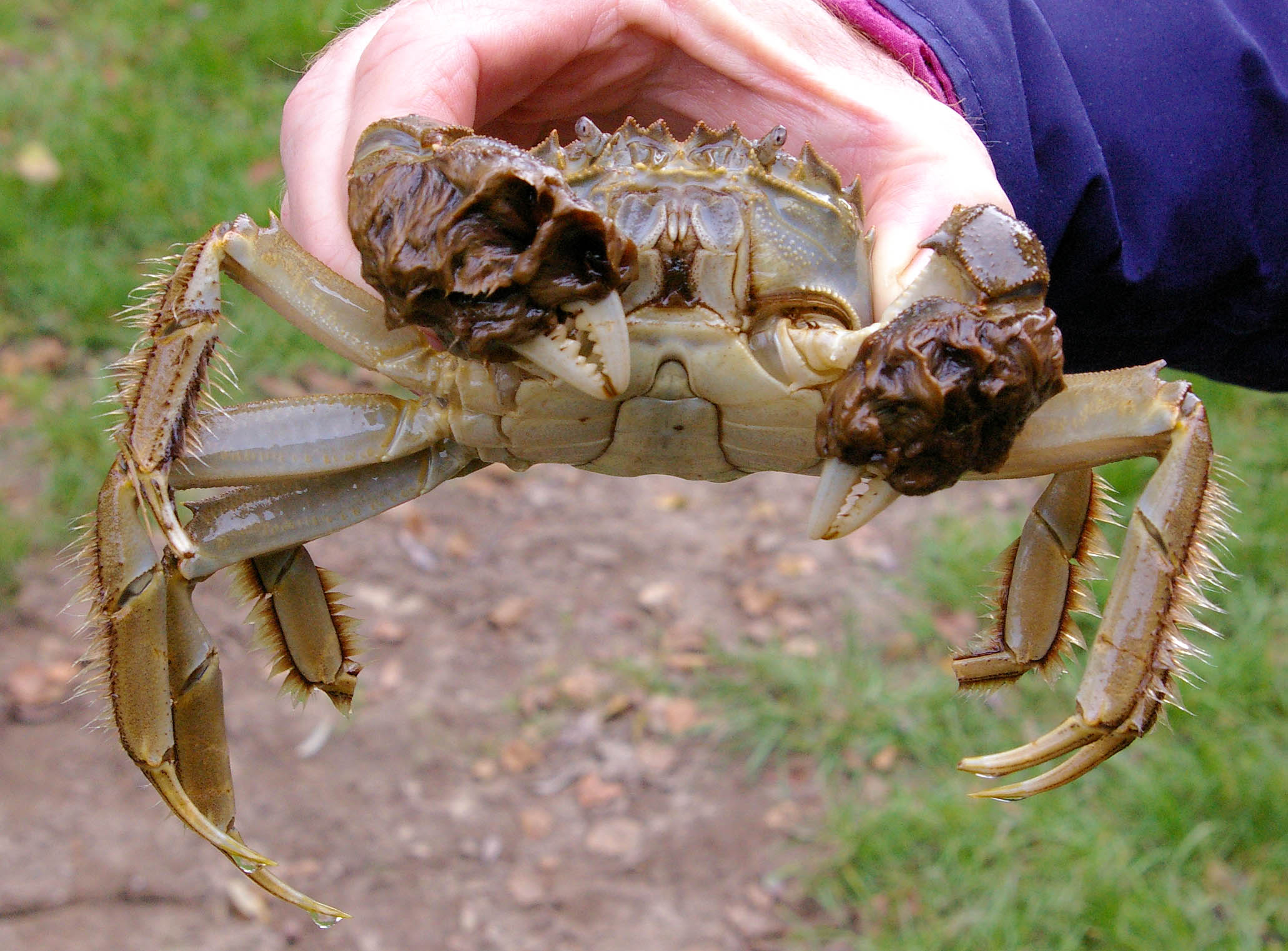
Granchio cinese (maschio)

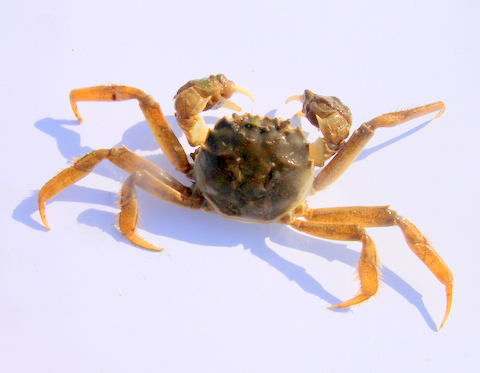
Esemplare giovanile di E. sinensis.

Eriocheir sinensis, granchio cinese noto anche come granchio peloso di Shanghai, è una specie di granchio fossorio della famiglia Varunidae.
È una delle rare specie di granchi che si è adattata sia all'acqua dolce che all'acqua di mare, ma ciò avviene solo allo stadio adulto: può riprodursi solo in ambiente marino o fortemente salmastro. È catadromo, come l'anguilla.
Durante la migrazione, i granchi cinesi possono aggirare gli ostacoli quando escono dall'acqua, ma tendono a minimizzare il tempo trascorso all'aria aperta, dove sono vulnerabili alla predazione. È spesso in questa occasione che ne viene segnalata la presenza sulle coste.
È stato introdotto al di fuori del suo areale naturale: ha quindi una fase di espansione in Europa a metà del XX secolo, nella quale si spinge almeno fino al Portogallo, da allora, sembra essere fortemente regredito.

## Descrizione
Una caratteristica che lo identifica è che parte delle sue chele sono ricoperte da una specie di "pelliccia" (meno appariscente nelle femmine e negli esemplari giovani). Il carapace è lungo fino a 9x8 centimetri, senza differenze di dimensione tra i sessi. La sua larghezza totale (comprese le zampe) può raggiungere i 30 cm. Le pinze anteriori, che sono più robuste nei maschi, hanno quattro grandi punte arrotondate che gli consentono di afferrare o sminuzzare le prede o il cibo. Le quattro paia di zampe sono lunghe e appiattite, foderate di pelo.
L'adulto pesa dai 70 ai 200 grammi (anche eccezionalmente 400g).
Il carapace è di colore variabile, generalmente brunastro, bordato di verde o marrone con una marezzatura scura e olivastra.

### Dimorfismo sessuale
I maschi hanno un addome a forma di V, mentre le femmine hanno un addome a forma di U.

### Durata di vita
La durata di vita dei granchi cinesi sembra molto variabile (da 1-2 anni a 3-5 anni, a seconda delle regioni studiate). I fattori coinvolti sarebbero la temperatura e la qualità dell'acqua, la salinità e forse altri fattori che potrebbero essere ancora scarsamente identificati.

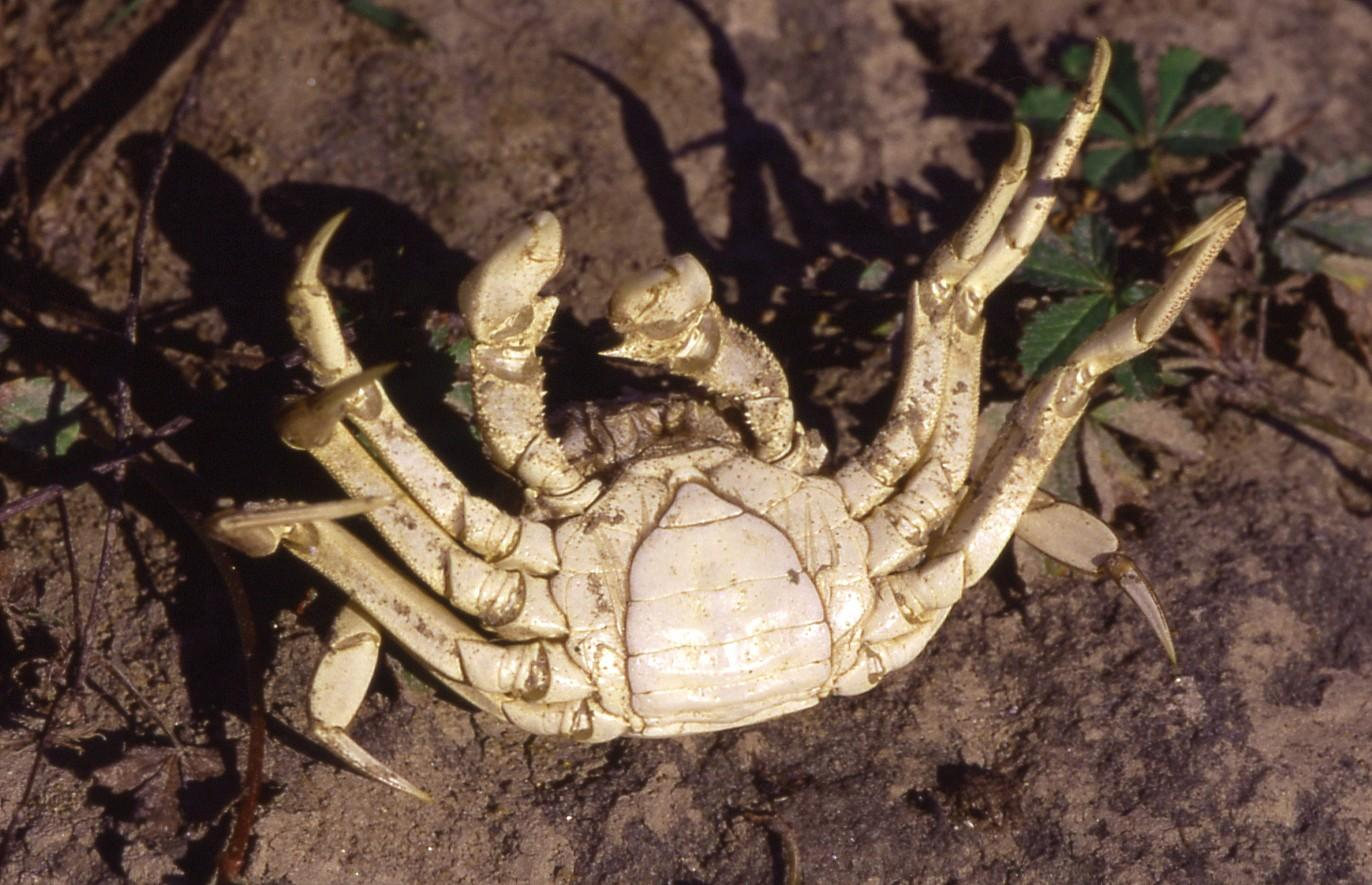
Femmina (piastrone ventrale a forma di U)
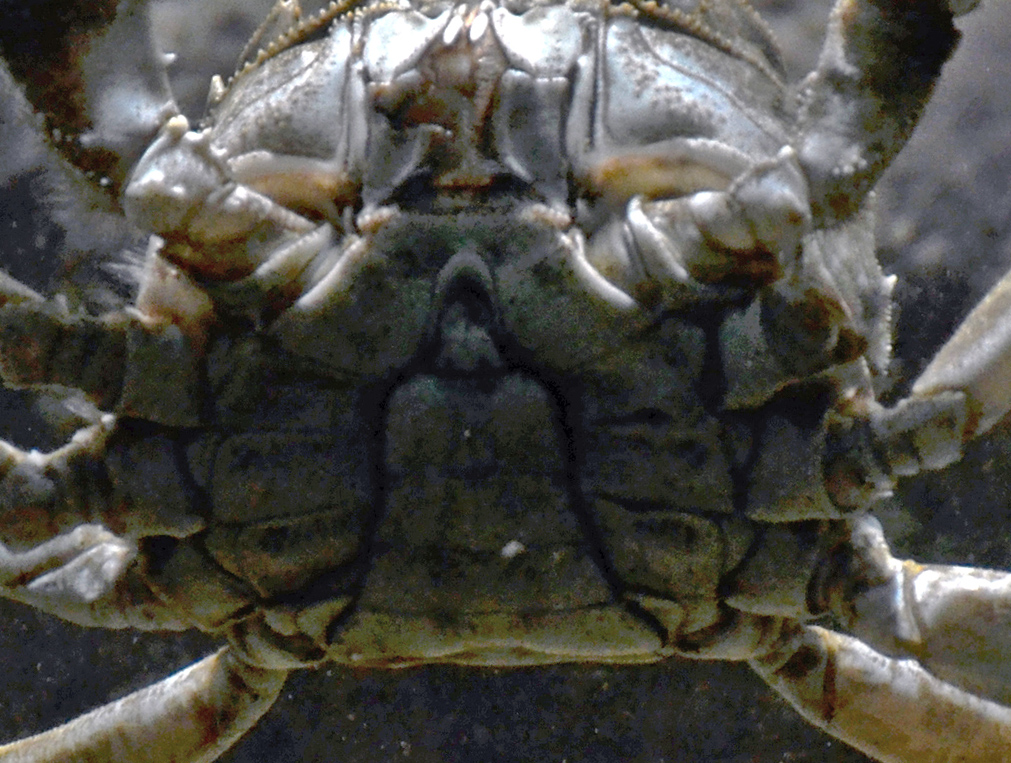
Maschio (piastrone ventrale a V)

## Distribuzione
Il suo areale naturale è costituito dai fiumi costieri temperati e dalle coste dell'Asia orientale, dalla penisola coreana a nord alla provincia cinese del Fujian a sud, lungo il Mar Giallo passando per il Giappone. Ma è stato introdotto anche in altre parti del mondo sulle coste e in alcuni fiumi dell'Europa settentrionale e orientale e degli Stati Uniti, dove può diventare (almeno localmente) invasivo.
Secondo il naturalista Paul Vivier, non fu tanto via mare quanto attraverso fiumi e canali che l'E. sinensis molto rapidamente colonizzò nuovi habitat terrestri in Europa, dove la sua prima identificazione risale al 26 settembre 1912 nell'Aller, un affluente del Weser. Già durante la prima guerra mondiale si incontrava regolarmente nel basso corso dell'Elba. A partire dai bacini di questi due fiumi (Elba e Weser), si sarebbe diffuso nel resto del continente, passando nell'Ems, e nel 1932 nell'Oder più a est e nel Reno a ovest. Viene poi ritrovato in tutti i fiumi costieri della Germania settentrionale fino a Königsberg e in tutti i canali dei Paesi Bassi, oltre che in Belgio, da dove raggiunge negli anni 1930-36 la costa francese del Mare del Nord.

## Biologia
Come il gambero di fiume, è una specie dalle abitudini piuttosto troglodite, ma che può nascondersi anche nelle piante acquatiche o nelle sabbie e la ghiaia. Scava gallerie nelle sponde limose, profonde fino a 80 cm, che terminano in una "camera".
I granchi cinesi trascorrono gran parte della loro esistenza in acqua dolce, ma devono tornare in mare per riprodursi, non esitando a percorrere fino a 2500 km per la loro migrazione.
Al momento della maturità sessuale, che raggiunge dopo 2-3 anni, maschi e femmine combattono e poi si accoppiano. I maschi riconoscono le femmine mature grazie ai feromoni che non vengono più emessi una volta assicurata la fecondazione.
Dopo l'accoppiamento, le femmine che hanno ovulato, migrano in acqua salata dove verranno fecondate e dove deporranno le uova dopo almeno 24 ore. Al momento della deposizione, agglomerano le uova fecondate e producono una sostanza collosa che permette alle uova di aderire ad una parte fibrosa dell'addome della femmina, che si prenderà così cura di loro durante l'inverno, spostandosi in acque profonde. L'uovo è dapprima blu-viola e poi scolorisce quando l'embrione sostituisce il tuorlo. Una femmina può trasportare da 250 000 a 900 000 uova. La gestazione dura circa quattro mesi. Dopo la schiusa, la femmina conserva a lungo frammenti di involucri di uova saldamente attaccati ai peli dei pleopodi. Sebbene alcune femmine si riproducono senza morire, la maggior parte di esse (e anche dei maschi) muoiono rapidamente dopo la riproduzione o non ritornano mai più in acqua dolce.
Le uova si schiudono e rilasciano una zoea, che non ha alcuna somiglianza con un granchio adulto: ha una lunga spina dorsale, una spina rostrale e 2 spine laterali. Ai lati della zoea si sviluppano piccole appendici, che si ritiene svolgano un ruolo nell'alimentazione. In questa fase, la larva trascorre da 1 a 3 mesi in acqua salmastra, quindi raggiunge istintivamente zone meno salate.
Dopo cinque mute, le zoee raggiungono lo stadio megalopico, e dopo una nuova muta si trasformano in un giovane granchio di 3 mm circa (che anatomicamente corrisponde ad un adulto in miniatura).
Dopo diverse altre mute, quest'ultimo sarà in grado di resistere all'acqua dolce; migrerà a monte dei fiumi in primavera (aprile/maggio) e crescerà in acqua dolce per una durata fino a due anni. Le megalopa possono probabilmente coprire grandi distanze in mare e nelle foci dei fiumi, sfruttando il flusso e riflusso delle maree, rimanendo fissate al fondo durante il riflusso e poi utilizzando il flusso per risalire verso le sorgenti.

## Rischi sanitari ed epidemiologici
È una specie che tollera relativamente bene l'acqua inquinata, e che può quindi concentrare alcuni inquinanti nei propri tessuti. Può essere anche portatrice di una parassitosi, la zoonosi dovuta al Paragonimus westermani (o Paragonimus ringeri) un verme piatto che abitualmente parassita i cani, maiali e felini e che procura al'uomo una distomatosi polmonare caratteristica dell'Estremo Oriente.

## Invasività
È una specie localmente molto invasiva (soprattutto negli estuari) che si è diffusa in Nord America ed Europa, viaggiando nelle zavorre delle navi. Dal 2000 è considerata una fra le cento peggiori specie alloctone invasive al mondo.

### Nord America
Il granchio cinese è stato incontrato per la prima volta nella baia di San Francisco nel 1992, poi si è diffuso rapidamente nei fiumi Sacramento e San Joaquin. Dagli anni 1990 è presente anche nelle Hawaii.

### Europa
I primi esemplari furono individuati nel 1912 nel corso dell'Aller, per poi invadere gradualmente i corsi dell'Elba, del Weser, dell'Ems e del Reno. Nel XXI secolo la specie ha risalito il corso dei fiumi fino a Basilea o Praga. Desta preoccupazioni a partire dagli anni 1950, quando la sua distribuzione è oggetto di una prima mappatura, per i rischi di concorrenza con altre Specie locale (gamberi bianchi in particolare) e per la sua attività di scavo che contribuisce a danneggiare le rive o addirittura intasare alcuni sistemi di drenaggio. Dal 2016 questa specie è stata inclusa nell'elenco delle specie alloctone invasive di interesse per l'Unione Europea. Ciò implica che questa specie non può essere intenzionalmente importata, allevata, trasportata, commercializzata o rilasciata in natura in nessuna parte dell'Unione Europea.
In Francia e Belgio, non è stato dimostrato essere così invasivo come inizialmente temuto.
 Consumando principalmente uova di salmone, trota e storione, è stato tuttavia rapidamente considerato indesiderabile da pescatori e piscicoltori.
È stato segnalato in Belgio negli anni 1930 e 1940 e nella Francia settentrionale dagli anni 1930. Ha sollevato timori di un'invasione della rete idrografica francese, che non si è mai verificata a causa della sua eccessiva dipendenza dagli estuari, peraltro molto inquinati nella seconda metà del XX secolo. Si trovava tuttavia nei fiumi francesi occidentali, come la Senna, la Loira e la Garonna, e molto più sovente nel sud in zone a priori a lui favorevoli. Non ha però potuto insediarsi nelle lagune costiere della Linguadoca, ad esempio, dove dopo una decina d'anni sembrava faticare a guadagnare terreno, tanto che nel 1959, H. Hoestlandt stimava che questa specie fosse artico-boreale: 

## Predatori
In Europa, secondo Paul Vivier, l'E. sinensis è predato in primis dagli uccelli (airone cenerino, cicogna, Laridae), oltre a mammiferi, tra cui il ratto norvegese che strappa via zampe e chele ai granchi pere svuotare il guscio, aprendolo. Nell'ambiente acquatico sono stati rinvenuti resti di granchi in anguille, rane pescatrici, merluzzi, trote, persici e lucci.

## Usi culinari

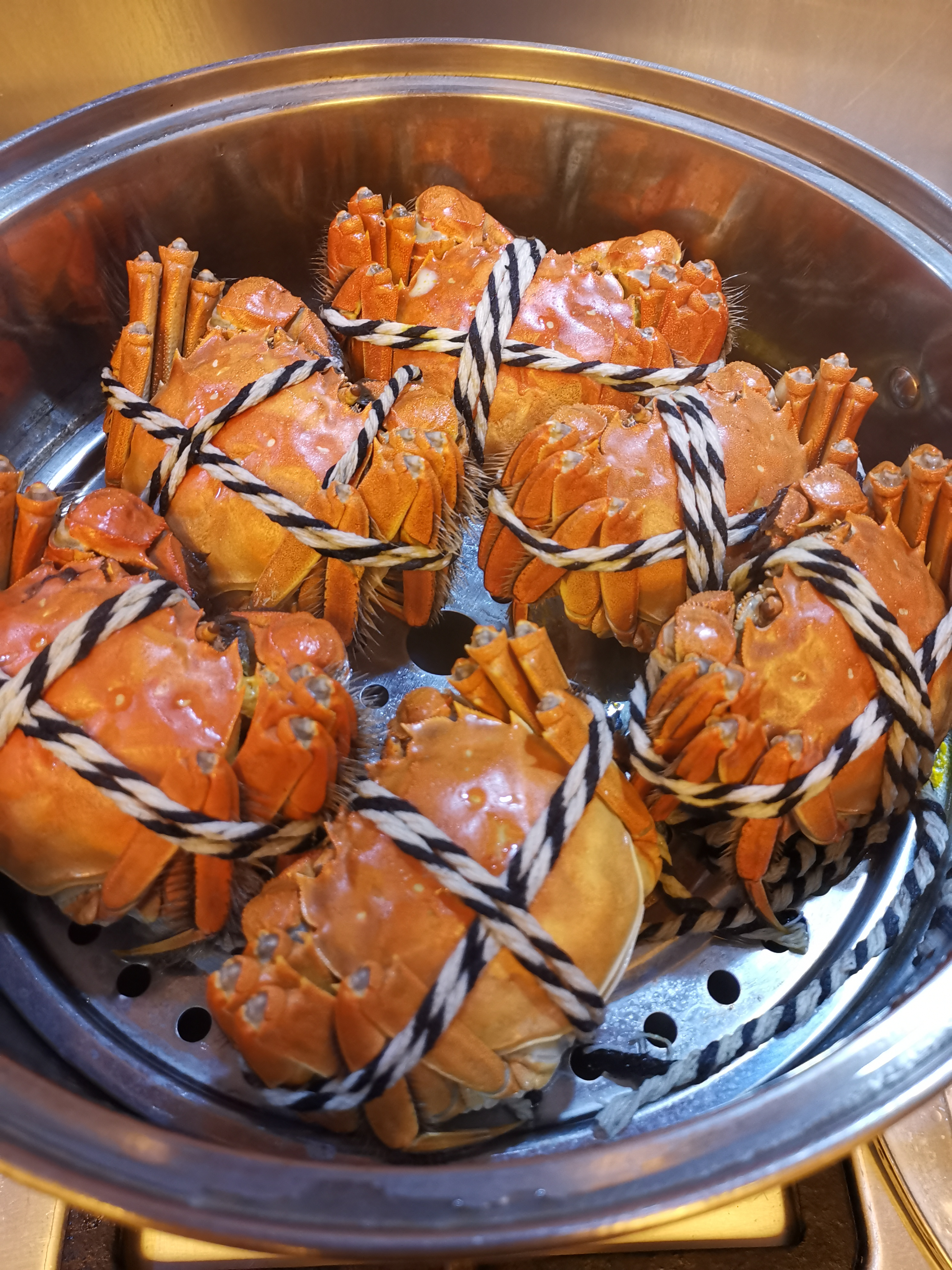
Granchi al vapore

Questo granchio è considerato una prelibatezza, il cui sapore è stato elogiato da poeti come Li Bai. È considerato dalla medicina cinese un alimento freddo.
È tradizionalmente utilizzato nella cucina di Shanghai e cantonese. La carne dei granchi pelosi è tenera e ricca di sostanze nutritive come proteine, grassi, carboidrati e vitamina A. 
Le tre parti commestibili dei granchi pelosi sono i muscoli, il fegato e le gonadi, che rappresentavano il 36,72% del peso corporeo, mentre non sono commestibili il guscio, le branchie, lo stomaco e il cuore, che rappresentavano il 53,26% del peso corporeo. A causa della grande proporzione del peso del guscio e del peso corporeo dei granchi maschi, la parte commestibile delle femmine di granchio è dal 5 al 6% superiore a quella dei granchi maschi. La quantità di grasso nei granchi femmine è significativamente più alto che nei maschi. Il contenuto di oligoelementi e amminoacidi nei granchi maschi è, di contro, significativamente superiore a quello dei granchi femmine.
Poiché la sovrapesca ha portato a una significativa diminuzione della popolazione nativa dello Yangtze. Gradualmente è stata istituita un'industria di acquacoltura, soprattutto intorno al lago Yangcheng, per soddisfare la domanda e i prezzi elevati. Sebbene i piatti a base di granchio cinese siano disponibili tutto l'anno, le femmine vengono tradizionalmente mangiate in Cina durante il nono mese lunare, i maschi durante il decimo.
I granchi pelosi del lago Yangcheng sono riconosciuti come i più prelibati e noti. Godono della protezione dei "prodotti a indicazione geografica cinese per la protezione di prodotti di alta qualità" da parte del governo cinese, e anche il lago Yangcheng è diventato sinonimo di granchi pelosi. Sebbene le specie di granchi pelosi siano le stesse ovunque, quelli del lago Yangcheng differiscono nell'aspetto, nel gusto e persino nel prezzo di vendita a causa delle diverse aree d'acqua e dei metodi di riproduzione.